# Марк Шатлворт
Марк Ричард Шатлворт (енгл. Mark Shuttleworth; Велком, 18. септембар 1973) је јужноафрички бизнисмен. Шатлворт је рођен у Велкому у Јужној Африци. Он је уједно први Јужноафриканац који је себи купио пут у свемир. Тренутно живи у Лондону и има двојно држављанство, јужноафричко и држављанство Велике Британије.
Шатлворт је постао планетарно познат након што је 25. априла 2002. године себи купио лет у свемир, који је тада платио отприлике 20 милиона америчких долара. Два дана касније, Сојуз летелица је дошла до Међународне свемирске станице, где је провео 8 дана у експерименталним истраживањима. Петог маја се вратио на Земљу. Марк се две године припремао и провео 7 месеци у Звезданом Граду, у Москви. Шатлворт је постао Дебијан програмер у раним 1990им, а 2004. се вратио у свет Линукса оснивајући дистрибуцију Убунту, са својом компанијом Каноникал. У 2005. години основао је Убунту фондацију са почетним капиталом од 10 милиона долара.